# Nationalsozialistische Betriebszellenorganisation
La Nationalsozialistische Betriebszellenorganisation (NSBO ; Organisation des cellules d'entreprises national-socialistes) fut le seul syndicat autorisé par les nazis à compter de mai 1933.

## Historique
En 1927, certains travailleurs militant du NSDAP dans de grandes usines, principalement situées autour de Berlin, s'associèrent, car ils ne voulaient faire partie des syndicats démocratiques de tendances communiste ou  sociale démocrate et chrétiens. Le NSBO fut créé en 1928 par ces groupes.
Le 15 janvier 1931, le NSBO fut déclaré « Reichsbetriebszellenabteilung » (Organisation des cellules d'entreprises du Reich allemand) du Parti nazi. Il commença à gagner des adhérents grâce à des campagnes agressives, incluant propagande et violence, sous le cri de guerre : « Hinein in die Betriebe! » (Dans les usines !), qui fut écourté en « Hib ». 
Le NSBO n'eut cependant qu'un succès limité en Allemagne, hormis dans certaines régions où il soutient certaines grèves, comme dans les transports à Berlin. La campagne « Hib » lui permit d'atteindre le modeste nombre de 300 000 adhérents alors que les syndicats démocratiques et chrétiens en avaient encore plus de 5 millions.
Certaines sections du NSBO avaient une idéologie proche du strasserisme. Ils pensaient qu'après la « révolution nationale », une « révolution sociale » suivrait, afin d'en finir avec les élites existantes. Cette attitude leur permit d'acquérir de la sympathie dans certains endroits, comme à Nordhorn, une ville industrielle spécialisée dans le textile en Basse Saxe, dans le comté de Bentheim, où le NSBO battit le syndicat communiste lors des élections syndicales de 1933. Le NSBO utilisa également la violence armée pour protester contre des réductions de salaire.
Après l'interdiction de tous les syndicats non-nazis par décret le 2 mai 1933, le NSBO devint le seul syndicat officiel d'Allemagne. Ce moment de gloire, cependant, fut écourté par la création du Deutsche Arbeitsfront (DAF  ou Front allemand du travail) quelques jours plus tard. Mieux organisé et mieux représenté à un niveau national, le DAF fini par absorber le NSBO en 1935.